# Anthanassa obscurata
Anthanassa obscurata är en fjärilsart som beskrevs av Felder 1869. Anthanassa obscurata ingår i släktet Anthanassa och familjen praktfjärilar. Inga underarter finns listade i Catalogue of Life.